# 増殖 (YMOのアルバム)
『増殖 - X∞ Multiplies』（ぞうしょく - マルティプライズ） は、YMOの4作目のアルバム。1980年6月5日にアルファレコードからリリースされた。
作詞はクリス・モスデル、作曲は細野晴臣、坂本龍一、高橋ユキヒロが担当している他、エルマー・バーンスタインが作曲した映画『荒野の七人』（1960年）のテーマからイントロを引用した曲や、アーチー・ベル&ザ・ドレルズの「タイトゥン・アップ」（1968年）のカバーを収録。
本作では当時ラジオを中心に活躍していたユニット「スネークマンショー」によるコントが曲間に挿入。先行シングルはなく、後に「タイトゥン・アップ」（1980年）がシングルカットされた。
前作『パブリック・プレッシャー』（1980年）の成功に気を良くしたアルファレコードは、同様のライヴ盤のリリースを要請したが、細野曰く「つまらないアルバムは省エネしたほうがいい」との理由で拒否し、代案として本作のリリースを提案した。
オリコンチャートでは最高位1位を獲得、日本国内での売り上げは累計で41.2万枚を記録した。

## 背景
YMOは1980年3月21日の愛知県勤労会館を皮切りに、5月7日の東京厚生年金会館までの10都市全13公演におよぶ初の日本国内ツアー「テクノポリス2000-20」を敢行。同ツアーでは産休のため矢野顕子は参加せず、代わりに橋本一子が参加した他、大村憲司、松武秀樹が参加した。その他、ツアー初日と同日に坂本が参加した西城秀樹のシングル「愛の園」がリリースされた。3月25日には坂本がプロデュース、アレンジを担当したPhewのシングル「終曲/うらはら」がリリースされ、インディーズとしては特筆すべきセールスを記録した。ツアー中の3月31日、仙台市民会館での公演後に大村が体調を崩し、感冒性内耳炎の恐れがあったためメンバー変更が行われ、新たにギタリストとして鮎川誠、藤本敦夫が参加する事となった。その後4月7日、4月8日の大阪毎日ホール公演より大村が復帰する。
4月23日には日本武道館にて開催された写真誌『写楽』の創刊記念イベント「写楽祭」にYMOとして参加するも、キングストン・トリオのパロディやギャグを中心とした構成に観客が納得せず失敗に終わった。また、野次を飛ばす客に対し坂本が怒号を発する場面もあった。4月24日にはNHK総合報道番組『朝のニュースワイド』（1980年 - 1988年）にて「写楽祭」の模様が放送された。4月25日には坂本がプロデュースしたフリクションのアルバム『軋轢』がリリースされた。
5月1日、3人が参加した南佳孝のアルバム『MONTAGE』がリリースされ、5月4日にはNHK-FM放送にて4月13日のNHKホール公演の模様が放送された。
6月から坂本はソロアルバム『B-2ユニット』のレコーディングを開始、同アルバムには大村とグンジョーガクレヨンの組原正が参加した。6月2日にはフジテレビ系音楽番組『夜のヒットスタジオ』に初出演し、「テクノポリス」と「ライディーン」を演奏、これがYMOとして初のテレビ番組での生演奏となった。

## 録音
アルファレコードは当初『パブリック・プレッシャー』の続編となるライブ・アルバムをメンバーに提案したが、細野は「ぼくなら絶対買わない。とくに、よりすぐったものを集めて1枚出したんで、後は二番煎じになっちゃう」と否定的であり、代わりに企画されたのが本作。
高橋ユキヒロは本アルバムは「ボーカルもの」をやりたいという明確なイメージを製作前に持っていた。さらに、当時好んで聴いていたラジオ番組『スネークマンショー』を細野晴臣に聴かせたところ、細野も気に入り、曲の間にコントを挟むギャグ・アルバムを作ることを細野が決めた。坂本は本作に関し「ギャグのコンセプトに合わせて流れを作った。『ジャパニーズ・ジェントルマン・スタンダップ・プリーズ』っていうのは、前後の英語のギャグに曲を近づけて作った」と語っており、極めて企画性の高いアルバムとなった。
当時は多忙のため多くの曲を製作する時間もないことから10インチのミニアルバムとなった。
収録されたスネークマンショーによるコントは1976年から1980年にかけて放送されたラジオ番組『スネークマンショー』や、同番組に出演していた伊武雅刀、小林克也、桑原茂一とYMOのメンバー等によるもの。収録されたコントは同番組で放送された内容と同一だが、当アルバム用に録り直している。
レコーディングは1979年12月24日に当初シングルでのリリースを予定していた「ナイス・エイジ」、「シチズンズ・オブ・サイエンス」から行われ、1980年4月25日には「マルティプライズ」と「ジ・エンド・オブ・エイジア」のレコーディングが行われた。

## リリース
1980年6月5日にアルファレコードからレコード (LP)、カセットテープ (CT)の2形態でリリースされた。
当初は10万枚限定盤の予定であったが、20万枚以上の予約が入ったため通常生産盤としてリリース、アルバムは特殊段ボールケースにセットして販売（通常の12インチアルバムとのサイズ合わせ）。レコード番号は「YMO-1」であるが、バンドの名称が番号に採用されるのは当時異例であった。
1990年2月25日に初CD化。1994年6月29日、1998年1月15日にそれぞれCDで再リリースされた。
1999年9月22日に細野監修によるリマスタリングが施され、ライナーノーツを田中知之が担当する形で東芝EMIより再リリースされた。
2003年1月22日に坂本監修により紙ジャケット仕様にてソニー・ミュージックハウスより再リリース、音源は1999年の細野監修によるものが採用された。
その後も2010年9月29日にブルースペックCD、2019年2月27日にボブ・ラディックによりリマスタリングされ、SACDとLPで再リリース。
YMOの結成20周年企画盤として、スネークマン・ショーの桑原茂一プロデュースにより、CD版の装丁などを『増殖』そっくりに真似た『増長』がリリース（1998年）。収録された楽曲・曲順はほぼそのままで、コント部分を爆笑問題と長井秀和が全く内容を変えて演じている。

## アートワーク
ジャケットで使われたYMOメンバー3人の人形は、当時3人がテレビCMで出演していたフジカセットの新聞広告で使われていたものであった。人形は各メンバーにつき100体、合計300体が製作された。
人形の製作者は市田喜一であり、材質は前面の数体がFRP製で、それ以外はFRPの個体から複製した塩化ビニール製である。その後、この人形は大手電気店にて飾られる事や雑誌でのプレゼント商品にもなった。また、2008年に復刻されて市販されている。
12インチ盤のジャケットの大きさに合うように段ボール製の赤色の外枠にはめ込まれており、外枠の裏面にはスネークマンのギャグ調のコメントが羅列されている。初期CD化時は赤枠部は省略されたため、『X∞Multiplies』と見分けが付きづらかった。

## ツアー
本作のリリース後にはツアーは行われなかったが、リリース前の1980年3月21日から5月7日にかけて行われた国内ツアーのテクノポリス2000-20では本作品の収録曲である「ナイス・エイジ」と「シチズンズ・オブ・サイエンス」が演奏されている。そして1980年10月11日のニューシアター（オックスフォード）を皮切りにワールドツアー「YELLOW MAGIC ORCHSTRA WORLD TOUR '80』が行われている。

## 批評
| 専門評論家によるレビュー | 専門評論家によるレビュー |
| レビュー・スコア         | レビュー・スコア         |
| 出典                     | 評価                     |
| ------------------------ | ------------------------ |
| コンパクトYMO            | 肯定的                   |
| CDジャーナル             | 肯定的                   |

- 音楽本『コンパクトYMO』にてライターの佐藤公稔は、「企画性の要素が目立つものの、コンセプト至上主義のYMOにしてみればアイロニカルな部分を強調するマスト・アイテムと成り得た作品」と本作を位置付けており、レコード会社主導によるリリースに関して「『何でも売れてしまう時期に、何でもイイから出したい』という意向が反映されて誕生した感は否めない」と指摘しているが、当時の明石家さんまによる「わしらが、こういうアルバムを作らなアカンねん」という発言や漫才ブームという時代背景、小学生にまで浸透した人気などを鑑みた上で「YMOにおける傑作アルバムの一つと言えるだろう」と肯定的に評価した[11]。

- 音楽情報サイト『CDジャーナル』では、「YMOの諸作中、もっとも毒を含んだこの一作。（中略）本作がYMOの人気絶頂時にリリースされたことの意味は大きい[12]」、「スネークマン・ショーの参加もあって“毒気”たっぷり。人気絶頂時にこういうアルバムを出すところが憎い[13]」、「人気者となっていながらもギャグ満載でシニカルな態度は大胆不敵でしびれる[14]」、「ユーモアあふれるスタイリッシュな内容に聴き入ること必至[16]」と曲間のコントに関して肯定的に言及しているだけでなく、「とかくスネークマン・ショーのインパクトによって語られがちだが、楽曲的にも当時の最先端。(2)はニュー・ウェイヴの体現だし、古典的名曲(6)のカヴァーを組み込む構成も斬新[15]」と楽曲や構成の新しさや斬新性に関しても肯定的な評価を下している。

## チャート成績
オリコンチャートではLPで最高位1位、CTでは最高位3位を獲得、LPは登場回数24回、CTは登場回数30回となり、売り上げ枚数はLPで33.1万枚、CTで8.1万枚、累計では41.2万枚となった。

## 収録曲
| 全編曲: イエロー・マジック・オーケストラ。 |                                                                          |                  |                                  |       |
| #                                          | タイトル                                                                 | 作詞             | 作曲                             | 時間  |
| 1.                                         | 「ジングル“Y.M.O.”」(JINGLE "Y.M.O.")                                    |                  | イエロー・マジック・オーケストラ | 0:20  |
| 2.                                         | 「ナイス・エイジ」(NICE AGE)                                             | クリス・モズデル | 高橋ユキヒロ、坂本龍一           | 3:46  |
| 3.                                         | 「スネークマン・ショー」(SNAKEMAN SHOW)                                  |                  |                                  | 1:56  |
| 4.                                         | 「タイトゥン・アップ」(TIGHTEN UP (Japanese Gentleman Stand Up Please!)) | ビリー・バトラー | アーチー・ベル                   | 3:41  |
| 5.                                         | 「スネークマン・ショー」(SNAKEMAN SHOW)                                  |                  |                                  | 2:05  |
| 6.                                         | 「ヒア・ウィー・ゴー・アゲイン」(HERE WE GO AGAIN ~ TIGHTEN UP)          |                  |                                  | 1:07  |
| 合計時間:                                  | 合計時間:                                                                | 合計時間:        | 合計時間:                        | 12:55 |

| #         | タイトル                                              | 作詞             | 作曲                                                       | 時間  |
| --------- | ----------------------------------------------------- | ---------------- | ---------------------------------------------------------- | ----- |
| 7.        | 「スネークマン・ショー」(SNAKEMAN SHOW)               |                  |                                                            | 1:26  |
| 8.        | 「シチズンズ・オブ・サイエンス」(CITIZENS OF SCIENCE) | クリス・モズデル | 坂本龍一                                                   | 4:29  |
| 9.        | 「スネークマン・ショー」(SNAKEMAN SHOW)               |                  |                                                            | 2:08  |
| 10.       | 「マルティプライズ」(MULTIPLIES)                      |                  | エルマー・バーンスタイン、イエロー・マジック・オーケストラ | 2:56  |
| 11.       | 「スネークマン・ショー」(SNAKEMAN SHOW)               |                  |                                                            | 3:45  |
| 12.       | 「ジ・エンド・オブ・エイジア」(THE END OF ASIA)       |                  | 坂本龍一                                                   | 1:32  |
| 合計時間: | 合計時間:                                             | 合計時間:        | 合計時間:                                                  | 16:16 |

## 曲解説

### A面
1. ジングル“Y.M.O.” - JINGLE "Y.M.O."
ラジオ番組のジングルを模した曲で、小林がラジオDJ風のトークを聞かせた後、次の曲に切れ目なしに続く。ドラムはモーグIII、ベースと「パン！」となるパーカッションはプロフェット5を使用している。坂本龍一は単にジングルということで、職業作家みたいなノリで書いたものとコメントしている[3]。1999年リリースの細野晴臣監修のベストアルバム『YMO GO HOME!』ではディスク1冒頭で単独で使用され、2003年にリリースされた坂本龍一監修のベストアルバム『UC YMO』ではこのつなぎをそのまま再現している。
2. ナイス・エイジ - NICE AGE
アルバム製作前にA&Mレコードからの依頼でアメリカ用シングルとして「シチズンズ・オブ・サイエンス」と共にレコーディングされた（ただし、アメリカのマーケティングにそぐわないという理由でリリースはされていない）[3]。曲中でニュース速報を読んでいるのは元サディスティック・ミカ・バンドのボーカリスト福井ミカである。本作の録音当時、イエロー・マジック・オーケストラはポール・マッカートニーとのセッションを予定していたが[注釈 2]、来日したポールが大麻不法所持によって逮捕勾留されたため、セッションが不可能となってしまった。その時のポールの妻リンダのメッセージが曲中のニュース速報である。速報中で読み上げられる「22番」とはポールの拘置所内での番号であり、同じく「Coming Up Like A Flower」は同じ年の4月に発売されるポールのシングル「カミング・アップ」で歌われるフレーズである。シングル『タイトゥン・アップ』のB面にも納められている。イントロ部分は『どちら様も!!笑ってヨロシク』スペシャルゲストクイズの衝立登場時に使用されている。
3. スネークマン・ショー - SNAKEMAN SHOW
スネークマン・ショーでのコント名「KDD」。「ミスター大平」とは大平正芳のパロディーであり、大平が会社名の「KDD」を言いにくそうにしているのはKDD事件のパロディーである。
4. タイトゥン・アップ - TIGHTEN UP (Japanese Gentlemen Stand Up Please!)
詳細は「タイトゥン・アップ」を参照。
5. スネークマン・ショー - SNAKEMAN SHOW
スネークマン・ショーでのコント名「ミスター大平」。コント「KDD」の続きで、大平が英語があまり話せなかったことを利用し、日本人を冒涜するという内容。
6. ヒア・ウィー・ゴー・アゲイン - HERE WE GO AGAIN ~ TIGHTEN UP

### B面
1. スネークマン・ショー - SNAKEMAN SHOW
スネークマン・ショーでのコント名「ここは警察じゃないよ」。麻薬中毒者と逮捕しに来た警官のやり取りである。アメリカのコメディアン、チーチ&チョンの作品に直接的なインスパイアを受けて作られている。桑原はスネークマン・ショーで麻薬撲滅キャンペーンを行っており、このコントは麻薬の醜さを表現するために幾つか作られたコント（中には前述のポール・マッカートニー逮捕を題材にした「ポールマッカートニー取調室」が存在する）のうちの1つである。ちなみに姉妹編に「エディはここにいないよ」が存在する。
2. シチズンズ・オブ・サイエンス - CITIZENS OF SCIENCE
「ナイス・エイジ」と共にアメリカ用シングルとしてレコーディングされた。途中にクリス・モスデルが歌っている部分（というより台詞）がある。ライヴでの同部分は坂本がヴォコーダーを用い担当した。
3. スネークマン・ショー - SNAKEMAN SHOW
スネークマン・ショーでのコント名「林家万平」。林家万平は林家三平のパロディであり、中国公演で通訳を介して落語を行っている設定のコントである。
4. マルティプライズ - MULTIPLIES
当時スペシャルズ等の台頭でムーブメントとなっていたスカを意識した生演奏主体の作品で、本盤および米国発売のベスト・アルバムのタイトルとなった曲。発売時のクレジットは「作曲：イエロー・マジック・オーケストラ」だったが、冒頭で『荒野の七人』のメロディーを使用したことから問題が生じ（細野は後年「バーンスタインはしっかり者ですから」とのコメントを残している）、現在は作曲者名が変更されている。
5. スネークマン・ショー - SNAKEMAN SHOW
スネークマン・ショーでのコント名「若い山彦」。コントに登場する番組名「若い山彦」は当時のNHK-FMの若者向け音楽番組『若いこだま』のパロディである。コントの中でYMOを褒めるものの相手にされていないのはYMOの3人である。本作は『それいけスネークマン』で1979年4月17日に放送された「続・若い山彦」の改作であり、それはYMOの代わりに井上瑤のグルーピー上がりの女評論家が加わるという内容である。なお、スネークマン・ショーでは「続々・若い山彦」という続編も存在する。
6. ジ・エンド・オブ・エイジア - THE END OF ASIA
元々は坂本のオリジナル・アルバム『千のナイフ』の収録曲だが、YMOの初期ライブでも頻繁に演奏されている。このアルバムでのバージョンは非常に日本的なアレンジが施されている。坂本は、東海道五十三次や歌川広重の浮世絵をイメージしていて、初期からやりたかったことだったとコメントしている(このアレンジを「街道もの」と呼んでいる)。途中のヴォイスは伊武雅刀によるもの。三味線の音色はコルグPS-3100、その他はプロフェット5で演奏されている。

## スタッフ・クレジット

### 参加ミュージシャン
- イエロー・マジック・オーケストラ
- スネークマンショー
  - 小林克也／コントパート、ボイス（「タイトゥン・アップ」、「ヒア・ウィ・ゴー・アゲイン」）
  - 伊武雅刀／コントパート、ボイス（「タイトゥン・アップ」、「ジ・エンド・オブ・エイジア」）
  - 桑原茂一／コントパート
- クリス・モスデル - ボイス（「シチズンズ・オブ・サイエンス」）
- 大村憲司 - エレクトリック・ギター（「ジングル"Y.M.O."」及び「ジ・エンド・オブ・エイジア」以外の音楽パート）
- サンディー - バック・アップ・ボーカル（「ナイス・エイジ」、「シチズンズ・オブ・サイエンス」）
- 福井ミカ - ボイス（「ナイス・エイジ」）
- 松武秀樹 - コンピューター・プログラミング

### スタッフ
- 細野晴臣 - プロデューサー
- Y.M.O. - ディレクター、ミックス・エンジニア
- 桑原茂一 & THE STUDIO DOO WAP - スクリプター
- 吉沢典夫 - レコーディング・エンジニア
- 小池光夫 - レコーディング・エンジニア、ミックス・エンジニア
- 齊藤篤 - レコーディング・エンジニア
- 寺田康彦 - レコーディング・エンジニア
- 田中ミチタカ - レコーディング・エンジニア
- 市田喜一 (CINQ ART) - 人形造形
- 高橋ユキヒロ - 人形コスチュームデザイン
- 鋤田正義 - 写真撮影
- 上条喬久 - アート・ディレクション
- 川添象郎 - エグゼクティブ・プロデューサー

## リリース履歴
| No. | 日付          | 国名             | レーベル                       | 規格             | 規格品番                                    | 最高順位 | 備考                                                             |
| --- | ------------- | ---------------- | ------------------------------ | ---------------- | ------------------------------------------- | -------- | ---------------------------------------------------------------- |
| 1   | 1980年6月5日  | 日本             | アルファレコード               | LP CT            | YMO-1 (LP) ALC-22001 (CT)                   | 1位      | LP盤は10インチの特殊形状                                         |
| 2   | 1990年2月25日 | 日本             | アルファレコード               | CD               | ALCA-12                                     |          |                                                                  |
| 3   | 1992年        | オランダ         | Roadrunner Records             | CD               | LS 9149 2                                   | -        |                                                                  |
| 4   | 1992年        | アメリカ合衆国   | Restless Records               | CD               | 7 72708-2                                   | -        |                                                                  |
| 5   | 1994年6月29日 | 日本             | アルファミュージック           | CD               | ALCA-9041                                   | -        |                                                                  |
| 6   | 1998年1月15日 | 日本             | アルファミュージック           | CD               | ALCA-5218                                   | -        |                                                                  |
| 7   | 1999年9月22日 | 日本             | 東芝EMI                        | CD               | TOCT-24236                                  | -        | 細野晴臣監修、リマスタリング盤、ライナーノーツ：田中知之         |
| 8   | 2003年1月22日 | 日本             | ソニー・ミュージックハウス     | CD               | MHCL 207                                    | 55位     | 坂本龍一監修、紙ジャケット仕様                                   |
| 9   | 2003年        | イギリス、カナダ | エピック・レコード             | CD               | 513448 2 (UK)・EK 91848 (CA)                | -        |                                                                  |
| 10  | 2010年9月29日 | 日本             | ソニー・ミュージックダイレクト | ブルースペックCD | MHCL-20103                                  | 195位    | 1999年リマスタリング音源、紙ジャケット仕様、スーパーピクチャーCD |
| 11  | 2019年2月27日 | 日本             | ソニー・ミュージックダイレクト | SACD・LP         | MHCL-10111 (SACD) MHJL-64 (LP) MHJL-66 (LP) | -        | ボブ・ラディック監修、リマスタリング盤                           |